# Bridgton
Bridgton est une ville des États-Unis située dans le comté de Cumberland. Fondée en 1779, elle compte 5 384 habitants selon les estimations de 2016 et fait partie de la région métropolitaine de Portland. C'est un lieu de villégiature dans la région des lacs du Maine.

## Démographie
| Groupe            | Bridgton | Maine | États-Unis |
| ----------------- | -------- | ----- | ---------- |
| Blancs            | 96,1     | 95,2  | 72,4       |
| Métis             | 1,7      | 1,6   | 2,9        |
| Afro-Américains   | 1,5      | 1,2   | 12,6       |
| Amérindiens       | 0,3      | 0,7   | 0,9        |
| Autres            | 0,3      | 0,4   | 6,4        |
| Asiatiques        | 0,1      | 1,0   | 4,8        |
| Total             | 100      | 100   | 100        |
|                   |          |       |            |
| Latino-Américains | 1,3      | 1,3   | 16,7       |

Selon l'American Community Survey, pour la période 2011-2015, 94,85 % de la population âgée de plus de 5 ans déclare parler l'anglais à la maison, 1,70 % déclare parler l'allemand, 1,41 % l'espagnol, 1,29 % l'arabe et 0,75 % une autre langue.